# Kentaro Yano
Kentaro Yano (Tóquio, 1 de março de 1912 — 25 de dezembro de 1993) foi um matemático japonês.

## Publicações
- Les espaces à connexion projective et la géométrie projective des paths, Iasi, 1938
- Geometry of Structural Forms (Japanese), 1947
- Groups of Transformations in Generalized Spaces, Tokyo, Akademeia Press, 1949
- com Salomon Bochner: Curvature and Betti Numbers, Princeton University Press, Annals of Mathematical Studies, 1953[2]
- The Theory of Lie Derivatives and its Applications. [S.l.]: North-Holland. 1957. ISBN 978-0-7204-2104-0
- Differential geometry on complex and almost complex spaces, Macmillan, New York 1965
- Integral formulas in Riemannian Geometry, Marcel Dekker, New York 1970
- com Shigeru Ishihara: Tangent and cotangent bundles: differential geometry, New York, M. Dekker 1973
- com Masahiro Kon: Anti-invariant submanifolds, Marcel Dekker, New York 1976[3]
- Morio Obata (ed.): Selected papers of Kentaro Yano, North Holland 1982
- com Masahiro Kon: CR Submanifolds of Kählerian and Sasakian Manifolds, Birkhäuser 1983[4]
- com Masahiro Kon: Structures on Manifolds, World Scientific 1984